# (9964) Hideyonoguchi
(9964) Hideyonogushi, désignation internationale (9964) Hideyonoguchi, est un astéroïde de la ceinture principale.

## Description
(9964) Hideyonogushi est un astéroïde de la ceinture principale. Il fut découvert le 13 février 1992 à Geisei par Tsutomu Seki. Il présente une orbite caractérisée par un demi-grand axe de 2,47 UA, une excentricité de 0,15 et une inclinaison de 6,2° par rapport à l'écliptique.

## Compléments